# Zamhłaj (przystanek kolejowy)
Zamhłaj (ukr. Замглай) – przystanek kolejowy w lasach, w rejonie czernihowskim, w obwodzie czernihowskim, na Ukrainie. Położony jest na linii Homel – Czernihów, w oddaleniu od skupisk ludzkich. Najbliższą miejscowością jest Łowyń.